# Comuna Peredilske, Stanîcino-Luhanske
Peredilske (în ucraineană Передільське) este o comună în raionul Stanîcino-Luhanske, regiunea Luhansk, Ucraina, formată din satele Heiivka, Peredilske (reședința) și Starîi Aidar.

## Demografie
Componența lingvistică a comunei Peredilske
     Rusă (89,12%)
     Ucraineană (10,76%)
     Alte limbi (0,06%)
Conform recensământului din 2001, majoritatea populației comunei Peredilske era vorbitoare de rusă (89,12%), existând în minoritate și vorbitori de ucraineană (10,76%).